# Шато Тиери
Шато̀ Тиерѝ (на френски: Château-Thierry) е град във Франция, намиращ се на около 90 км на изток-североизток от Париж. Той е подпрефектура на департамента Ен в регион О дьо Франс.

## История
След 946 г. замъкът на Шато Тиери е дом на Ебер льо Вю, граф на Омоа от династията Вермандоа и Соазон.
Шато Тиери е бойно поле за две важни битки. Битката при Шато Тиери от 1814 г. е част от Наполеоновите войни и в нея противници са Франция и Прусия, а тази от 1918 г. е част от Първата световна война и в нея се бият американци и германици.
През 1918 г. край замъка е открита постава за известното Парижко оръдие, но самото то никога не е намерено.

## Паметници и други забележителности
- Стените на замъка
- Църквата „Свети Крепен“ (15 век)
- Кулата Балан
- Американският паметник и гробище „Ен-Марна“ от Първата световна война (южно от село Бело)
- Америанският паметник „Шато Тиери“ (над града)
- Винарните за шампанско
- Няколко църкви

## Транспорт
Шато Тиери е възлова станция по регионалната железница, започваща от Източната гара в Париж. Също така през него минава и шосето А4, свързващо Париж с източната част на Франция.

## Личности
Родени в Шато Тиери:
* Жан дьо Лафонтен (1621-1695), френски писател-баснописец
Починали в Шато Тиери
* Куентин Рузвелт (1897-1918), американски лейтенант от Военновъздушните сили, син на Теодор Рузвелт

## Побратимени градове
- Мосбах, Германия
- Пьоснек, Германия
- Чиснадие, Румъния